# Samara (szczyt)
Samara (bułg. Самара) – szczyt masywu Witosza, w Bułgarii, o wysokości 2108 m n.p.m. 